# Iñaki Toledo Ayensa
Iñaki Toledo Ayensa (n. 27 de abril de 1987) es un futbolista español que juega en el Club Deportivo Calahorra en España como extremo izquierda. 

## Clubes
| Sociedad Deportiva Logroñés | España | 2012-2014       |
| Club Deportivo Calahorra    | España | 2014-Actualidad |